# Виктор Гутић
Виктор Гутић (Бања Лука, 23. децембар 1901 — Бања Лука, 20. фебруар 1947) је био хрватски политичар. Члан илегалног усташког покрета 1930-их година и усташки функционер у Босанској Крајини за време НДХ. После рата је осуђен за ратне злочине.

## Биографија
Доктор права и бањалучки адвокат. Након стварања Краљевине СХС члан је регионалног и секретар месног руководства ХРСС у Бањој Луци. Оснивач је месног огранка Хрватске националистичке организације (ХАНАО), борбене организације активне у уличним обрачунима са Организацијом југословенских националиста (ОРЈУНА). Од 1925, када Стјепан Радић прихвата монархистички систем и избацује „републиканизам“ из имена странке, присталица је Трумбићеве Хрватске федералистичке сељачке странке.
Након увођења Шестојануарске диктатуре, постаје присталица Анте Павелића, који заступа илегалну и насилну борбу за успоставу независне хрватске државе. Ухапшен и осуђен на робију, коју издржава у Сремској Митровици. После изласка с робије 1938. оснива прве усташке организације на подручју Врбаске бановине.
Виктор Гутић је у Бањој Луци радио пре 1941. године у адвокатској канцеларији једног Србина, који му је омогућио да и сам отвори своју адвокатску канцеларију. Међутим када су усташе дошле на власт, тај исти Србин морао је пред насиљем Гутићевим да побегне у емиграцију. Гутића бар привидно нису хтели Хрвати да помогну нити да се с њим много друже, нарочито после његовог кажњавања затвором по Закону о заштити државе. Због тога се он углавном дружио са Србима, а био је присни пријатељ југословенског министра др Бранка Чубриловића.
У Бањој Луци на пример најбоље и најскупоценије ствари из српских станова однели су или су добили рођаци стожерника Гутића. Његов рођак Мандровић иначе човек без одређеног занимања, добио је кућу и намештај протераног Србина трговца Косте Божића. Иначе Мандровић је могао да бира намештај и из других српских кућа“. „Чланови његове породице носе сада најскупоценије одело опљачкано од српских породица“.
Наредбом од 1. маја 1941. године стожерник Виктор Гутић једноставно је укинуо српску нацију. Све Србе је прекрстио у гркоисточњаке. На обали Саве у Босанској Градишци тога лета било је исписано упозорење:
Жидовима, Циганима, Србима и псима забрањено купање.
Усташе су од Срба захтевале да дају прилоге за издржавање хрватске војске. У Бањој Луци стожерник Гутић је слао Србима цедуље на којима је било назначено колику суму дотични Србин има да да а она се кретала око 50.000 до 1.500.000 динара. За предати новац нико није добијао признаницу.
У Бањој Луци у целом срезу спроводили су масовна хапшења виђенијих Срба.
У Бањој Луци приликом хапшења српских породица и затварања и то мушкараца у у војну тврђаву “кастел“, а жене са децом у гимназију и Просветни дом, извршен је над свима детаљни преглед и одузет им „сав новац и сва златнина“. Женама су насилно вадили минђуше из ушију и скидали бурме са прста“ Куће породица покренутих по Гутићевој наредби, чиновници Хрвати су ноћу позатварали и запечатили назначивши да су „својина хрватске државе“.
Након проглашења НДХ усташки је повереник за бившу Врбаску бановину. Од марта 1942. велики је жупан велике жупе Покупље са седиштем у Карловцу. Истицао се у геноциду над Србима у НДХ (масакр у Дракулићу, убиство бањалучког православног епископа Платона, рушење монументалног бањалучког православног храма Христа Спаситеља и др.) и по говору мржње према Србима (»Нема више српске војске! Нема више Србије! Нема геџа, наших крвопија, нестала је династије Карађорђевића, а и код нас — ускоро — друмови ће пожељет Србаља, ал' Србаља више бити неће. Издао сам драстичне наредбе за њихово потпуно економско уништење, а слиједе нове за потпуно истребљивање. Не будите слаби ни спрам једнога. Држите увијек на уму да су то били наши гробари и уништавајте их гдје стигнете, а благослов нашег поглавника и мој вам неће узмањкати«) на што су као негативност упозорили и Немци (генерал Рудолф Литерс). У марту 1943. унапређен је у чин пуковника, иако до тада није имао никакав војни чин.
После слома НДХ повлачи се у Аустрију па у Италију, где га је у Венецији препознао бањалучки Јевреј Моско Кабиљо, након чега је и ухапшен. Почетком 1946. изручен је југословенским властима и у Бањој Луци осуђен на смрт вјешањем.